# Liste der Kulturdenkmale in Pforzheim-Hohenwart

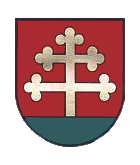
Wappen von Hohenwart

In der Liste der Kulturdenkmale in Pforzheim-Hohenwart werden alle unbeweglichen Bau- und Kunstdenkmale in Hohenwart (Pforzheim) aufgelistet, die in der städtischen „Liste der Kulturdenkmale“ geführt sind.

## Liste
| Bild | Bezeichnung                                   | Lage                                      | Datierung                      | Beschreibung              | ID |
| ---- | --------------------------------------------- | ----------------------------------------- | ------------------------------ | ------------------------- | -- |
|      | Wegkreuz                                      | Alte Huchenfelder Straße (Flst.-Nr. 3190) | 1773                           | Geschützt nach § 28 DSchG |    |
|      | Wohnhaus                                      | Bäckergäßle 9 (Flst.-Nr. 77)              | 1757                           | Geschützt nach § 2 DSchG  |    |
|      | Bildstock                                     | Hamberger Torweg (Flst.-Nr. 2337)         | 1832                           | Geschützt nach § 2 DSchG  |    |
|      | Hammann-Stein                                 | Hamannweg (Flst.-Nr. 1710)                | 1898                           | Geschützt nach § 2 DSchG  |    |
|      | Katholische Heilig-Kreuz-Kapelle mit Kirchhof | Hohlweg 1 (Flst.-Nr. 66)                  | 1490                           | Geschützt nach § 28 DSchG |    |
|      | Liborius-Müller-Orgel                         | Hohlweg 1 (Flst.-Nr. 66)                  | 1734                           | Geschützt nach § 12 DSchG |    |
|      | Katholische Maria-Königin-Kirche              | Kastanienallee 3 (Flst.-Nr. 126)          | 1956                           | Geschützt nach § 2 DSchG  |    |
|      | Kruzifix                                      | Kastanienallee 3 (Flst.-Nr. 126)          | Wahrscheinlich 17. Jahrhundert | Geschützt nach § 2 DSchG  |    |
|      | Rat- und Schulhaus                            | Kastanienallee 5 (Flst.-Nr. 125)          | 1895                           | Geschützt nach § 2 DSchG  |    |
|      | Bauhof Dreschhalle                            | Kreuzwiesenstraße 12 (Flst.-Nr. 1788)     |                                | Geschützt nach § 2 DSchG  |    |
|      | Morlock-Gedenkstein                           | Oberer Klebweg (Flst.-Nr. 1711)           | 1903                           | Geschützt nach § 2 DSchG  |    |
|      | Baier-Gedenkstein                             | Oberer Klebweg (Flst.-Nr. 1712)           | 1905                           | Geschützt nach § 2 DSchG  |    |
|      | Wohnhaus                                      | Quellenweg 6 (Flst.-Nr. 86)               | 1780                           | Geschützt nach § 2 DSchG  |    |
|      | Wegkreuz                                      | Schellbronner Straße (Flst.-Nr. 10/2)     | 1890                           | Geschützt nach § 2 DSchG  |    |
|      | Friedhofsanlage mit Kruzifix                  | Schellbronner Straße (Flst.-Nr. 182)      | 1832                           | Geschützt nach § 28 DSchG |    |
|      | Wegkreuz                                      | Schellbronner Straße (Flst.-Nr. 1707)     | 1818                           | Geschützt nach § 28 DSchG |    |
|      | Wohnhaus                                      | Schellbronner Straße 18 (Flst.-Nr. 9)     | 1750                           | Geschützt nach § 28 DSchG |    |
|      | Wegkreuz                                      | Wilhelmstraße (Flst.-Nr. 27)              | 1831                           | Geschützt nach § 28 DSchG |    |
|      | Wohnhaus mit Scheune                          | Wilhelmstraße 3 (Flst.-Nr. 83)            | 1777                           | Geschützt nach § 28 DSchG |    |
|      | Wohnhaus mit Scheune                          | Wilhelmstraße 10 (Flst.-Nr. 4)            | 1758                           | Geschützt nach § 2 DSchG  |    |
|      | Wohnhaus                                      | Wilhelmstraße 23 (Flst.-Nr. 32)           | 1766                           | Geschützt nach § 2 DSchG  |    |